# Werner Olk
Werner Olk (Ostróda, Alemania; 18 de enero de 1938) es un exfutbolista y exentrenador de fútbol alemán.

## Carrera

### Como jugador
| Equipo           | Liga             | Temporada | Partidos | Goles |
| Bayern de Múnich | Oberliga Süd     | 1960–61   | 27       | 2     |
| Bayern de Múnich | Oberliga Süd     | 1961–62   | 29       | 0     |
| Bayern de Múnich | Oberliga Süd     | 1962–63   | 20       | 0     |
| Bayern de Múnich | Regionalliga Süd | 1963–64   | 17       | 0     |
| Bayern de Múnich | Regionalliga Süd | 1964–65   | 29       | 0     |
| Bayern de Múnich | Bundesliga       | 1965–66   | 28       | 0     |
| Bayern de Múnich | Bundesliga       | 1966–67   | 32       | 1     |
| Bayern de Múnich | Bundesliga       | 1967–68   | 32       | 0     |
| Bayern de Múnich | Bundesliga       | 1968–69   | 34       | 1     |
| Bayern de Múnich | Bundesliga       | 1969–70   | 18       | 0     |
| Total            | Total            | Total     | 266      | 4     |

### Como entrenador
- 1970-1973 : FC Aarau ( Suiza)
- 1974-1975 : SC Preußen Münster ( Alemania)
- 1977-1978 : FC Augsburgo ( Alemania)
- 1978-1979 : Eintracht Brunswick ( Alemania)
- 1981-1982 : SV Darmstadt 98 ( Alemania)
- 1982-1983 : SC Friburgo ( Alemania)
- 1983-1985 : Karlsruher SC ( Alemania)
- 1988-1989 : SV Darmstadt 98 ( Alemania)
- 1990-1992 : Marruecos ( Marruecos)
- 1995-1996 : Zamalek ( Egipto)